# Papaver somniferum subsp. somniferum
Papaver somniferum subsp. somniferum é uma subespécie de planta com flor pertencente à família Papaveraceae. 
A autoridade científica da subespécie é L., tendo sido publicada em Sp. Pl. 508 (1753).
O seu nome comum é dormideira.

## Portugal
Trata-se de uma subespécie presente no território português, nomeadamente em Portugal Continental, no Arquipélago dos Açores e no Arquipélago da Madeira.
Em termos de naturalidade é introduzida nas três regiões atrás indicadas.

## Protecção
Não se encontra protegida por legislação portuguesa ou da Comunidade Europeia.